# ريتشارد زولي
ريتشارد باتريك زولي (من مواليد 3 أكتوبر 1946) محقق جرائم قتل سابق في الولايات المتحدة، وعمل لمدة 37 عامًا في إدارة شرطة شيكاغو . اشتهر بانتزاعه اعترافات من المشتبه بهم باستخدام أساليب تعذيب . منذ أوائل العقد الأول من القرن الحادي والعشرين، تم التحقيق في بعض هذه الإدانات وإلغاؤها باعتبارها غير شرعية ، بعد مزاعم بأنه قام بتعذيب و/أو تلفيق التهم للمشتبه بهم. "منذ عام 2013، رُفعت ضده عدة دعاوى مدنية من قِبل سجناء ادعوا تعرضهم لانتهاكات وتلفيقات بهدف انتزاع إدانات."
شغل زولي أيضًا منصب ضابط في قوات احتياط البحرية الأمريكية. وفي عام 2014، أُفيد بأنه تم استدعاؤه للخدمة وتكليفه بالعمل في معتقل خليج غوانتانامو عام 2003، حيث تولّى، بصفته ملازمًا، قيادة استجواب المعتقل محمدو ولد صلاحي، الذي كان يُصنّف ضمن المعتقلين رفيعي الأهمية. وكان صلاحي واحداً من عدد قليل من سجناء غوانتانامو الذين أذن وزير الدفاع الأميركي باستخدام ما يسمى بأساليب الاستجواب المعزز ضدهم . ومنذ ذلك الحين، وصف باحثون قانونيون ونشطاء في مجال حقوق الإنسان هذه الأساليب لاحقًا بأنها تعذيب . في يناير/كانون الثاني 2015، نشر صلاحي مذكراته، "يوميات غوانتانامو" ، والتي شرح فيها بالتفصيل التعذيب الذي تعرض له. لقد تم إطلاق سراحه منذ ذلك الحين لأنه بريء من جميع الجرائم المزعومة ولا يشكل أي تهديد للولايات المتحدة. وذكرت صحيفة الغارديان في عام 2015 أن زولي طبق ممارسات على المشتبه بهم الأميركيين في شيكاغو واستخدمها لاحقا ضد صلاحي في غوانتانامو. وقد تم تحويل كتاب صلاحي إلى فيلم سينمائي ضخم من بطولة جودي فوستر بعنوان " الموريتاني ". شخصية زولي تسمى الكابتن كولينز، وهو الاسم المستعار لزولي في غوانتانامو.

## العمل في الشرطة
خدم زولي لمدة 37 عامًا كضابط في شرطة شيكاغو، قضى منها 25 عامًا كمحقّق. وقد عمل في الغالب في الجانب الشمالي من مدينة شيكاغو. (يذكر الصحفي سبنسر أكرمان أن فترة خدمته امتدت من 1977 إلى 2007).
وخلال آخر 18 شهرًا من خدمته، عمل زولي مدربًا في أكاديمية تدريب الشرطة، حيث ساهم في تأسيس وحدة تدريب متقدمة لمكافحة الإرهاب، نالت تقديرًا واسعًا.

## التحقيقات في التعذيب
في أواخر التسعينيات وبداية الألفينات، أثارت قضايا تعذيب داخل شرطة شيكاغو، خاصة تحت إشراف القائد جون بيرج ، تحقيقات واسعة أدت إلى إنشاء لجنة إغاثة ضحايا التعذيب في إلينوي. ورغم أن اللجنة خُصصت في البداية لقضايا مرتبطة ببيرج، إلا أن أكثر من 130 شخصًا قدموا شكاوى بشأن تعرضهم للتعذيب من قِبل ضباط آخرين، وزعموا أن إدانتهم استندت إلى اعترافات قسرية. وفي عام 2015، أنشأت مدينة شيكاغو صندوق تعويضات بقيمة 5.5 مليون دولار يشمل دعمًا نفسيًا وتعليميًا وخدمات إضافية للضحايا وعائلاتهم.
وقد أصبح المحقق ريتشارد زولي بدوره محور تحقيقات متعددة بشأن التعذيب، وواجه عدة دعاوى مدنية من سجناء اتهموه بتلفيق التهم وانتزاع اعترافات تحت التعذيب. ومن بين هؤلاء، لاثيريال بويد ، في عام 2013 بعد أن قامت المدعية العامة لمقاطعة كوك أنيتا ألفاريز بمراجعة قضيته عندما تم تقديم أدلة جديدة؛ أسقط مكتبها جميع التهم الموجهة إليه وقالت إنه لم يكن ينبغي محاكمته أبدًا. قضى بويد 23 عامًا في السجن بسبب إدانته ظلماً بارتكاب جريمة قتل، وذلك بناءً على أدلة قدمها زولي. رفع بويد دعوى مدنية ضد زولي للمطالبة بالتعويضات، مدعيًا أن المحقق السابق قد أوقعه في جريمة قتل وقعت عام 1990 خارج ملهى إكسدوس الليلي. وحصل على تعويض من الدولة.
وقد تم رفع دعاوى وطلبات أخرى لمراجعة أحكام الإدانة من قبل:
- أنتوني غاريت (الذي حُكم عليه بـ100 سنة بتهمة قتل طفل)، وغريغز، ولي هاريس، وبنيتا جونسون؛ حيث اتهموه باستخدام وضعيات الضغط، والتهديد، والتعذيب الجسدي. وأفادت صحيفة The Indiana Daily Student، نقلاً عن The Guardian، أن زولي كان يدير موقع استجواب سري في منشأة هومان سكوير خلال عمله بشرطة شيكاغو، شبّهه البعض بمراكز استجواب الـCIA السرّية.

## الخدمة في غوانتانامو
في أواخر عام 2002 تم استدعاء زولي للخدمة في احتياطي البحرية للعمل كمحقق في معسكر الاعتقال جوانتانامو الذي أنشأه الرئيس جورج دبليو بوش . في عام 2003 تولى استجواب محمدو ولد صلاحي . وكان صلاحي واحداً من عدد قليل من المعتقلين البارزين في غوانتانامو الذين أذن وزير الدفاع ما يسمى بأساليب الاستجواب المعزز ضدهم ؛ ومنذ ذلك الحين، وصف باحثون قانونيون ونشطاء في مجال حقوق الإنسان هذه الأساليب لاحقًا بأنها تعذيب .
في 18 فبراير/شباط 2015، نشر الصحفي سبنسر أكيرمان ، في تقرير من جزأين في صحيفة الغارديان ، تناول فيها تورط زولي المزعوم في تعذيب وانتزاع اعترافات قسرية من عدة مشتبه بهم في جرائم قتل في شيكاغو. وكانت هذه القضايا قد بدأت تلقى اهتمامًا متجددًا، مع سعي بعض السجناء إلى نقض إداناتهم. ووفي وقت لاحق من نفس العام، أنشأت مدينة شيكاغو صندوق تعويضات بقيمة 5.5 مليون دولار لضحايا التعذيب على يد الشرطة.
وكشف أكيرمان عن تفاصيل إضافية حول دور زولي في استجواب وتعذيب سجين غوانتانامو محمدو ولد صلاحي ، الذي صدرت مذكراته "يوميات غوانتانامو" في يناير/كانون الثاني الماضي. وقد وصفت صحيفة الغارديان أساليب زولي في التعذيب بأنها كانت: "وحشية وغير فعّالة."
وصف محمدو ولد صلاحي في مذكراته أنواعًا من التعذيب الجسدي والأساليب النفسية التي تعرّض لها، والتي شملت:
- إجباره على شرب ماء البحر بالقوة،
- التحرش الجنسي،
- تعريضه لإعدام وهمي،
- الضرب والركل المتكرر،
- تلقي ضربات على الوجه،
- بالإضافة إلى تهديدات بأن والدته ستُجلب إلى غوانتانامو وستُغتصب جماعيًا.

وقد لاقت المذكرات رواجًا واسعًا، حيث نُوقشت على نطاق دولي وأصبحت من الكتب الأكثر مبيعًا عالميًا.
استند أكيرمان في روايته جزئيًا إلى تقرير لجنة الاستخبارات في مجلس الشيوخ بشأن تعذيب وكالة الاستخبارات المركزية، الذي اقتبس من مذكرات زولي في غوانتانامو. وقد وصف زولي استخدام "وضعيات الإجهاد" - أي تكبيل الأشخاص الذين يتم استجوابهم في أوضاع مؤلمة لفترات طويلة. كما ذكر تقرير مجلس الشيوخ أيضًا تهديد زولي بإيذاء أفراد عائلة صلاحي. وتصف شهادة صلاحي في عام 2004 أمام محكمة مراجعة أوضاع المقاتلين، بالإضافة إلى مذكراته في عام 2015، تهديد زولي بجلب والدته إلى غوانتانامو حيث قال المحقق إنها ستتعرض للاغتصاب. وفي محكمة مراجعة أوضاع المقاتلين عام 2004، شهد صلاحي بأن زولي وصف حلمًا رأى فيه جثة صلاحي تُدفن.
وأفادت التقارير أن زولي أراد أن يعصب عيني صلاحي، ويحمله على متن طائرة، ويأخذه في رحلة طويلة تحوم حول غوانتانامو، ثم يخبره عند هبوطه أنه في بلد عربي حليف للولايات المتحدة، حيث التعذيب الأكثر وحشية أمر روتيني. ولكن لم يتم توفير الأموال اللازمة لاستئجار طائرة، لذلك رتب زولي تعصيب عيني السجين ونقله على متن قارب، مهددًا بإغراقه.